# 우에키정 (후쿠오카현)
우에키정(植木町)은 후쿠오카현 구라테군에 설치되었던 정이다. 1955년 3월 31일 노가타시에 편입합병되고 폐지되었다.

## 역사
- 1889년 4월 1일 - 정촌제 시행으로  구라테군 우에키촌(植木村) 설치.
- 1900년 3월 14일 - 우에키촌이 정제 시행으로 우에키정(植木町)이 됨.
- 1955년 3월 31일 - 우에키정이 노가타시에 편입, 우에키정 폐지.